# Stanton St. John
Stanton St. John is een civil parish in het bestuurlijke gebied South Oxfordshire, in het Engelse graafschap Oxfordshire met 430 inwoners.